# Grahame Fox
Grahame Fox (Cardiff, 14 juli 1957) is een Brits acteur.

## Carrière
Fox begon met acteren in de jaren negentig en verscheen voornamelijk in Britse films en series. Zijn meest bekende rollen speelde hij in Eternals, Ant-Man and the Wasp: Quantumania en Fear the Invisible Man. Daarnaast speelde hij gastrollen in meerdere series waaronder The Crown, Game of Thrones en EastEnders. Hij was een stemacteur in videospellen als Dark Souls III, World of Warcraft: Battle for Azeroth, Assassin's Creed Valhalla, Total War: Warhammer III en Elden Ring.